# Literatura do Peru
Literatura peruana é um termo que se refere às manifestações literárias produzidas no território do Peru, desde as traduções pré-hispânicas até à atualidade, em diversas línguas e suportes.
Ainda que existam distintas periodizações, na atualidade, a mais aceite é a realizada por Carlos García-Bedoya Maguiña, que estabelece duas grandes etapas, uma de autonomia andina (até 1530), e outra de dependência externa (de 1530 até à atualidade). Nesta segunda etapa, o corpus mais abundante e difundido encontra-se em espanhol e foi escrito, geralmente, por membros das elites.

## Tradição andina pré-hispânica
Largamente desconhecida, a produção artística do período pré-hispânico (especialmente vinculada com o Império dos Incas), no território centro-andino (correspondente ao Equador, Peru, Bolívia e Chile) teve manifestações em formas poéticas (em língua quichua ou runa sami), denominadas por harawis (poesia lírica) e hayllis (poesia épica), a cargo de um bardo, denominado harawec. Estas manifestações faziam parte das tarefas quotidianas, funerais, festas, parrandas, matrimónios, brigas o guerras estavam marcadas numa ritualização expressada através da arte.
Também com a poesia vêm as histórias orais (transmitidas deste modo devido à inexistência de cartas escritas na América pré-hispânica) que também expressaram a cosmologia do mundo andino (mitos de criação, inunde, etc.). Muitas destas histórias (e poesias) chegaram aos nossos dias um pouco modificadas, capturados nos trabalhos dos primeiros cronistas (Inca Garcilaso recupera poesia quéchua, enquanto que Guamán Poma de Ayala relata o mito das cinco idades do mundo).

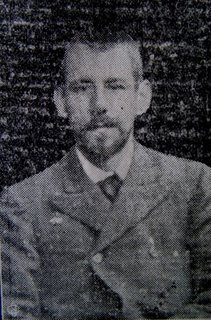
Adolfo Vienrich, autor de Azucenas quechuas

Esta tradição foi largamente desconhecida até o século XX. Sua inclusão no “canon” oficial foi lenta. Já em sua tese: O caráter da literatura do Peru independente (1905), José de la Riva Agüero considera “insuficiente” a tradição quéchua como para ser um fator predominante na formação da nova tradição literária (peruana). Posteriormente Luis Alberto Sánchez reconhece certos elementos da tradição e seu influência na tradição posterior (em autores como Mariano Melgar) para dar base a sua ideia de literatura mestiça ou crioula ( filha de duas fontes, uma indígena e outra espanhola), para isso consulta fontes nas crônicas (Cieza, Betazos e Garcilaso).
A abertura real a tradição pré-hispânica surge nas primeiras décadas do século XX graças ao trabalho de estudiosos literários e antropólogos que recopilaram e resgataram mitos e lendas orais. Entre eles destacam Adolfo Vienrich com Tarmap Pacha Huaray (Azucenas Quechuas, 1905) e Tarmapap Pachahuarainin (Fábulas quechuas, 1906), Jorge Basadre em La literatura inca (1938) e En torno a la literatura quechua (1939) e os estudos antropológicos e folclóricos de José María Arguedas (em particular sua tradução de Dioses y hombres de Huarochirí). Os trabalhos mais contemporâneos incluem a Martin Lienhard (La voz y su huella. Escritura y conflicto étnico-cultural en América Latina. 1492-1988., 1992), Antonio Cornejo Polar (Escribir en el aire. Escribir en el aire: ensayo sobre la heterogeneidad socio-cultural en las literaturas andinas. , 1994), Edmundo Bendezú (Literatura Quechua, 1980 y La otra literatura, 1986) e Gerard Taylor (Ritos y tradiciones de Huarochirí. Manuscrito quechua del siglo XVII, 1987; Relatos quechuas de la Jalca, 2003).
Precisamente é Bendezú quem afirma que a outra literatura (feita ou escrita em quéchua) se constitui, desde a conquista, em um sistema marginal oposto ao dominante (de veia hispânica) e postula a existência permanente e coberta de uma tradição de quatro séculos. Fala de uma grande tradição ("enorme massa textual") marginalizada e deixada de lado pelo sistema escritural ocidental, já que esta "outra" literatura é, como o quéchua, plenamente oral.

## Conquista e colônia

### Descobrimento e conquista
O termo literatura del decobrimento e conquista, cunhado por Francisco Carrillo, designa o período que inclui todas as obras produzidas durante o processo de descobrimento e conquista do Peru, inaugurado em 15 de novembro de 1532 em Cajamarca com a captura do último Inca, Atahualpa e finalizado com a destruição do Império Inca e a fundação da cidade de Lima – A literatura relacionada a este período, ainda que não escrita necessariamente durante este marco temporal (como se vê nos últimos cronistas em tocar o tema), se vincula aos eventos desenvolvidos antes ou durante este. As principais manifestações literárias deste período são as crônicas, cartas de descobrimento e relações. Os estudos literários mais importantes realizados sobre este período incluem a Enciclopédia histórica de la literatura peruana de Francisco Carrillo e os diversos livros sobre os cronistas antigos publicados por Raúl Porras Barrenechea.

#### Cronistas espanhóis
A dizer de Francisco Carrillo, existem vários grupos de escritores. Os primeiros são os cronistas da conquista e colônia, escritores-soldados que realizavam o trabalho de oficiais das expedições (em sua maioria) e um grupo pequeno de cronistas não-oficiais, que mostram sua visão particular dos feitos sucedidos. Ambos os grupos escrevem num primeiro momento, durante o período 1532-1535.
No primeiro grupo se inclui Francisco de Xerez, secretário pessoal de Pizarro que escreveu a Verdadera relación de la conquista del Peru e província de Cuzco llamada la Nueva Castilla (1531); também a Relación Sámano-Xerez escrita pelo mesmo autor (1528), na que se descrevem as primeiras viagens de Pizarro realizadas entre 1525 e 1527; Relación del descubrimiento del famoso río grande de las Amazonas escrito por Frei Gaspar de Carvajal (1541-1542) e descreve a primeira expedição e cartografia da Amazônia peruana, povos e habitantes indígenas. Pedro Sancho de la Hoz, na sua La conquista del Perú (1550) continua e defende a versão mostrada por Xerez antes da chegada de Cristóbal de Mena e sua La conquista del Perú llamada la Nueva Castilla (1534).
Vale a pena mencionar além disso a  Noticia del Perú de Miguel de Estete (1535); a Relación de muchas cosas acaescidas en el Perú, en suma para atender a la letra la manera que se tuvo la conquista y poblazon destos reinos... de Cristóbal de Molina, o chileno (1552) primeira crônica identificada com o índio conquistado (tomada logo por Bartolomé de las Casas como fonte) e finalmente, a crônica de Pedro Cieza de Leon, conhecida atualmente como Crónica del Perú, publicada em 4 partes: Parte Primera de la Chrónica del Perú (1550), El Señorío de los Incas (publicado séculos depois, em 1873 mas composto entre 1548 y 1550), Descubrimiento y Conquista del Perú (publicado em 1946) e a quarta parte, composta a sua vez de cinco livros: La guerra de las Salinas, La guerra de Chupas, La guerra de Quito, La guerra de Huarina y La guerra de Jaquijaguana (publicados em 1877, 1881, 1877 respectivamente). Os últimos dois livros nunca foram escritos devido a morte do autor.
O grupo anteriormente descrito, apesar de misto e espalhado temporalmente, se caracteriza por um rasgo comum, sua origem. Todos os cronistas mencionados são, de acordo com a denominação utilizada por Francisco Carrillo, cronistas espanhóis. Todos eles escrevem desde a perspectiva do conquistador cuja missão é civilizar e "levar a verdadeira fé" até a visão indígena. A aproximação dos cronistas à história das sociedades e povos indígenas representa um esforço para compreendê-las (Bentazos aprende o quéchua para sua Suma e narración de los Incas, 1551), mas ainda assim, existem imagens equivocadas, desvirtuando as palavras.

#### Cronistas Peruanos
A este grande grupo, se opõe ao outro, denominado cronistas nativos (Peruanos) e mestiços. Os cronistas nativos são membros de elites regionais e inclui membros da família real Incaica, como Titu Cusi Yupanqui, que em 1570 escrevia a relação de como os espanhóis entraram no Peru e a consequência que teve Mango Inca, no tempo que entre eles viveu, aprenderam a cultura dos espanhóis e a utilizavam para expressar (através da escrita) sua visão não oficial da própria história (muitos deles apresentaram crônicas que se remetem a criação do mundo, as diferentes idades da terra, as guerras civis entre os Incas), as tradições e costumes de seus povos, a conquista e os resultados das colônias. Juan de Santa Cruz Pachacuti Yamqui Salcamaygu, escreve em 1613 a relação de antiguidades deste reino do Peru e Felipe Guaman Poma de Ayala em sua primeira nova crônica e bom governo (sic. escrito entre 1585 e 1615, publicado em 1936) nos presenteiam o processo de destruição do mundo andino (devido a soberba dos Incas ou falha de comunicação com os espanhóis) tratam de explicar e presentear uma alternativa a realidade caótica que veem. A crônica de Juan de Santa Cruz Pachacuti destaca-se por uma tentativa de explicar a cosmogonia inca, seu uso rude do espanhol (fortemente 'quechuizado'), mas não é sinal de Guamán Poma, em sua crônica que na verdade é uma enorme carta ao rei da Espanha, Felipe III, o que explica desde a criação do mundo até uma proposta de uma sociedade utópica dividida em quatro reinos. 
Guamán Poma é um cronista diferente, em um momento único que que não somente se propõe a fazer um relatório do ocorrido historial do território peruano, como também faz da colônia (criticando duramente os abusos de autoridade dos sacerdotes, ensinadores e o 'clero' entre os índios e espanhóis, Sanches afirma que se trata de uma acusação) e sugere correções para este sistema. Trata-se, retomando a ideia expressa por Martin Lienhard, do primeiro cronista que assimila plenamente a letra (espanhola) e a põe ao uso de interesses próprios. A crônica destaca, além por sua extensão; o manuscrito original está composto por 1179 folhas, e pelo seu uso extensivo e inovador de ilustrações que relatam à realidade que o cronista nos vai descrevendo (são 398 desenhos)

#### Cronistas mestiços
Junto aos índios escritores, e em um menor número, existe um grupo de escritores mestiços. O principal representante deste grupo é o inca Garcilaso de la Vega. Na crônica de Garcilaso pode-se ver o símbolo do Peru mestiço (a junção do espanhol e o índio), criolo, em busca de um renascimento social. Sua obra mais popular são os "Comentários reais dos incas" (dividida em duas partes. A primeira conhecida conhecida assim mesmo, publicada em 1609 e a segunda chamada de "A história geral do Peru" publicada um ano depois de sua morte, em 1617), crônica esta que oferece, do mesmo modo que Guamán Poma uma avaliação sobre a história do passado andino, antes Garcilaso se foca claramente em uma exaltação e visão utópica do período do governo dos incas (cuja nobreza se inclui). Garcilaso é também o primeiro cronista que resgata a poesia quéchua (Língua derivada e modificada (mudança de língua) utilizada pelo povo inca, pré-colombiano.
Outro aspecto destacável de sua crônica é a íntima conexão entre ele como cronista e os eventos que sucedem, Garcilaso se apresenta como o último conhecedor de um paraíso já existente de um império glorioso que tenta retratar. Outra crônica escrita por este autor é a Flórida do inca (Florida del Inca) publicada em Lisboa em 1605 e construída a partir de dados recolhidos pelo autor do expedicionário Gonzalo Silvestre, membro do grupo dirigido por Hernando de Soto a sua travessia pela Flórida.

#### Outros cronistas
Além dos citados existe um grupo de cronistas que se descrevem tematicamente em retratar o descobrimento e conquista do território peruano, mas que se faz de forma tangencial ou não centrando-se especificamente neste tema (como veremos no caso do Pai das Casas). A maioria dos cronistas deste grupo escrevem suas obras em um período posterior a da conquista e as guerras internas entre Pizarro e Diego de Almagro. Neste grupo se inclui Bartolomé de las Casas, sacerdote dominicano que em sua brevíssima relação da destruição das Índias (1552) inclui um capítulo titulado de "Os grandes reinos e grandes províncias do Peru" em que se retrata a captura e morte de Atahualpa, embarcado no espírito de denúncia da obra
Outros cronistas importantes são: Gonzalo Fernández de Oviedo, em sua história geral e natural das Índias, ilhas e terra firme do oceano (primeira parte publicada em 1535, editada completamente entre 1851 e 1855); Francisco López de Gómara dedica os capítulos 108 ao 195 de sua Historia general de las Indias e conquista do México (1552) a conquista e guerras civis do Peru; Antonio de Herrera dedicou o terceiro volume de sua história geral em feitos dos castelhanos nas ilhas e terra firme do oceano que chamam de Índias ocidentais (como foi conhecida por décadas, 1.601-1.615) a conquista do Peru realizada por Pizarro e o milanês Jerónimo Benzoni que em seu terceiro livro de su Dell'historia del mondo nuovo (Veneza 1565) realiza um reconto da história e características do reino do Peru

#### Colônia
O termo literatura colonial (o literatura da colônia) faz referência ao estado do território denominado Peru, durante os séculos XVI ao XIX (1821 marca a data de independência), conhecido como Vice-reinado do Peru, cuja extensão cobria toda América do Sul com a exceção de Caracas (pertencia a Nova Espanha, México) e a metade do atual Brasil (domínio de Portugal). Resultado da fundação da Real e Pontifícia Universidade de São Marcos de Lima em 12 de maio de 1551 por Real Provisão de Carlos I da Espanha e V da Alemanha, primeiro na América (via-se  disputa entre a universidade de São Marcos e a Universidade de Santo Tomás de Santo Domingo, respeito a qualidade de primeira), e a instalação em Lima da primeira pressão Sul-americana, a do turinês Antônio Ricardo, em 1583, instituições que impulsionaram o temporal desenvolvimento intelectual dos peruanos.
É indispensável citar, que o vice-reinado da Nova Granada (Colômbia, Venezuela e Equador) se instalou em 1740, e o vice-reinado do rio da prata (Argentina, Paraguai, Uruguai e parte da Bolívia) em 1776. Também se poderia dizer que o vice-reinado da Nova Granada durou 70 anos, o do rio da Prata, 33 anos e o do Peru, 300 anos

## Sites externos
- Literatura Peruana del Siglo XX (em castelhano)
- Poesía y Literatura del Perú (em castelhano)
- identidades - Reflexão, arte e cultura peruana (em castelhano)
- Letras y Artes - Diretório de Escritores do Peru (em castelhano)
- Literatura Peruana del Siglo XX-XXI - Portal de Escritores e Poetas do Peru. (em castelhano)